# Frans Wanders
Franciscus Johannes (Frans) Wanders (25 juli 1918 - 30 januari 2006) was een Nederlands zanger en bassist van het orkest Malando.
Hij speelde en zong van 1 oktober 1945 tot 1999 bij het orkest Malando. Hij zong solo nummers als Maria Bonita en Luna Lunera, en ook in duetten nummers als Tres Veces Guapa (met Francisca Deschamps) en Adiós Pampa Mfa (met verschillende zangeressen).
Hij overleed op 87-jarige leeftijd aan een dubbele longontsteking.